# 大聖赫勒拿島海燕
大聖赫勒拿島海燕（學名：Pterodroma rupinarum）是聖赫勒拿島特有的一種鸌科鳥類，舊屬圆尾鹱属，今屬擬燕鹱屬。
牠們很有可能因過度獵殺而已經滅絕。牠們於1988年被世界自然保護聯盟列為瀕危物種，並於2004年確定已經滅絕。

## 外部連結
- BirdLife Species Factsheet（页面存档备份，存于）
- Pterodroma rupinarum